# You Are My Destiny
You Are My Destiny è un brano musicale scritto e interpretato da Paul Anka nel 1957, pubblicato dalla ABC Paramount Records a dicembre del 1957 sul 45 giri e 78 giri You Are My Destiny/When I Stop Loving You (That'll Be the Day) negli USA e subito distribuita dalla Columbia in tutta Europa.

## Il disco
Esiste anche un disco promozionale, non in vendita, con identico numero di catalogo (ABC Paramount 45-9880).
In Europa è stato pubblicato nel 1958 anche in un EP con lo stesso nome del cantante.
Arrangiamenti e direzione d'orchestra di Don Costa.
Nel 1958 ha raggiunto la posizione numero 7 nella Billboard Hot 100 e la numero 6 nella Official Singles Chart.

## Cover
1958
- Dalida in francese - Tu m'étais destiné, testo di Jacques Plante - singolo (Barclay B-6020X, Canadà)[6] e EP Come Prima (Barclay 70194, Francia)[7]
- Peter Kraus in tedesco - Du sollst mein Schicksal sein, testo di Theo Hansen - singolo (Polydor 23 684, Germania)[8]
- Richard Anthony in francese - EP Rock'N'Richard (Columbia ESRF 1207, Francia)[9]
- Darío Moreno in francese - EP Guitare et tambourin (Philips 432.341 BE, Francia)[10]

anni successivi
- 1960 - Mina in inglese - flexi-disc allegato alla rivista Il Musichiere N° 87 del 27 agosto (The Red Record N. 20076, Italia)[11]
- 1964 - Paul Anka in italiano - Sei nel mio destino, testo di Umberto Bertini - LP Italiano (RCA Victor LPM 10130, Italia)[12]
- 1979 - Child in inglese - LP Total Recall (Ariola Hansa AHALB 8010, UK)[13]
- 1980 - The Hornettes in inglese - singolo (Strand 6.12947 AC, Germania)[14]
- 1984 - Adriano Celentano in italiano - LP I miei americani (Clan Celentano CLN 20445, Italia)

Duetti in inglese, discografia di Paul Anka
- 1998 - Paul Anka & Patti LaBelle - CD A Body of Work (Epic EK 69405, US, nuova versione)[15]
- 2007 - Paul Anka & Michael Bublé - CD Classic Songs, My Way (Decca 1747398, EU)